# Campeonato Mundial de Judo de 1958
El II Campeonato Mundial de Judo se celebró en Tokio (Japón) el 30 de noviembre de 1958 bajo la organización de la Federación Internacional de Judo (IJF) y la Federación Japonesa de Judo. 
Las competiciones se realizaron en el Gimnasio Metropolitano de la capital nipona. 

## Medallistas

### Masculino
| Evento            | Oro             | Plata               | Bronce                                            |
| ----------------- | --------------- | ------------------- | ------------------------------------------------- |
| Categoría abierta | Koji Sone Japón | Akio Kaminaga Japón | Bernard Pariset Francia Kimiyoshi Yamashiki Japón |

## Medallero
| Núm. | País    | Oro | Plata | Bronce | Total |
| ---- | ------- | --- | ----- | ------ | ----- |
| 1    | Japón   | 1   | 1     | 1      | 3     |
| 2    | Francia | 0   | 0     | 1      | 1     |
|      | TOTAL   | 1   | 1     | 2      | 4     |